# Redouane Guezzar
Redouane Guezzar (ur. 1950) – marokański piłkarz grający na pozycji napastnika. W swojej karierze grał w reprezentacji Maroka.

## Kariera klubowa
Całą swoją karierę piłkarską Guezzar spędził w klubie Maghreb Fez. Zadebiutował w nim w 1966 roku i w którym grał do 1982 roku. W sezonie 1978/1979 wywalczył z nim mistrzostwo Maroka, a w sezonie 1979/1980 zdobył Puchar Maroka.

## Kariera reprezentacyjna
W reprezentacji Maroka Guezzar zadebiutował w 1974 roku. W 1972 roku powołano go do kadry na Puchar Narodów Afryki 1972. Wystąpił w nim w jednym meczu grupowym, z Zairem (1:1).
W 1976 roku Guezzar został powołany do kadry na Puchar Narodów Afryki 1976. Zagrał w nim w trzech meczach w serii finałowej z Egiptem (2:1), z Nigerią (2:1), w którym strzelił gola i z Gwineą (1:1). Z Marokiem wywalczył mistrzostwo Afryki. W kadrze narodowej grał do 1977 roku.